# نصر محروس
نصر محروس (انگلیسی: Nasr Mahrous؛ زادهٔ ۷ ژانویهٔ ۱۹۶۹) تهیه کنندهٔ موسیقی و فیلم و کارگردان اهل کشور مصر است. وی صاحب یک شبکهٔ تلویزیونی در زمینهٔ موسیقی می‌باشد.